# Благочестивый плут
«Благочестивый плут» (исп. El rufián dichoso) — комедия испанского писателя Мигеля де Сервантеса, опубликованная в 1615 году в составе сборника «Восемь комедий и восемь интермедий, новых, ни разу не представленных на сцене». Время её написания неизвестно.
«Благочестивый плут» — единственная пьеса Сервантеса, относящаяся к жанру «комедии о святых». Её герой — Кристобаль де Луго, плут из Севильи, который стал монахом-доминиканцем, отправился в Новый свет, а после смерти был причислен к лику святых. В связи с особенностями сюжета в пьесе нарушается правило о единстве действия.
Дата написания «Благочестивого плута» неизвестна. При этом ясно, что пьеса была создана не раньше 1596 года: именно тогда увидела свет «История деятельности ордена доминиканцев в Мексике», ставшая для Сервантеса основным источником сюжетного материала. Разные исследователи датируют комедию 1597, 1603, 1610 годами.